# سيد سيزر
إسحاق سيدني «واختصارها سيد» سيزر (ولد في 8 من سبتمبر عام 1922) ممثل وكاتب كوميدي أمريكي حائز على جائزة إيمي ومشهور بحلقات المسلسل التليفزيوني عرض العروض (Your Show of Shows) وساعة القيصر (Caesar's Hour) التي تم إذاعتها في الخمسينات وبدور المدرب كالون (Coach Calhoun) في Grease وفيلمGrease 2.
عمل في فيلم إنه عالم مجنون مجنون مجنون مجنون عام 1963.

## وفاته
توفي سيد سيزر في 12 فبراير 2014 عن 91 عاماً, كما ذكر صديق مقرب لسيد سيزار يدعي كارل رينر، لمجلة «هوليوود ريبورتر» أنه علم خبر وفاته من صديق مشترك وهو الممثل والكاتب رودي دي لوكا.
قال إيدي فرايدفيلد الذي ساعد سيد سيزر على كتابة سيرته الذاتية عام 2003 في كتاب بعنوان (ساعات سيزر: حياتي في الكوميديا مع الحب و الضحك): «لقد كان موهبة فريدة. لقد كان رائدا في التلفزيون والترفيه عندما كان التلفزيون في بداية عهده».

## كتابات أخرى
- Sid Caesar and Eddy Friedfeld, Caesar's Hours: My Life in Comedy, with Love and Laughter, January 30, 2005.

## وصلات خارجية
- Official Sid Caesar Website
- سيد سيزر على موقع IMDb (الإنجليزية)
- سيد سيزر على موقع الموسوعة البريطانية (الإنجليزية)
- سيد سيزر على موقع روتن توميتوز (الإنجليزية)
- سيد سيزر على موقع ألو سيني (الفرنسية)
- سيد سيزر على موقع ألو سيني (الفرنسية)
- سيد سيزر على موقع ميوزك برينز (الإنجليزية)
- سيد سيزر على موقع أول موفي (الإنجليزية)
- سيد سيزر على موقع قاعدة بيانات برودواي على الإنترنت (الإنجليزية)
- سيد سيزر على موقع قاعدة بيانات الأفلام السويدية (السويدية)
- سيد سيزر على موقع إن إن دي بي (الإنجليزية)
- Sid Caesar Biography from Museum of Broadcast Communications
- Sid Caesar Biography from New York Times
- Archival Television Audio on Sid Caesar
- خبر وفاة سيد سيزر من المصري اليوم
- خبر وفاة سيد سيزر على دويتشه فيله